# 艾达·加里富林娜
艾达·埃米莉夫娜·加里富林娜（1987年9月30日—）是一个俄罗斯歌剧女高音歌唱家。迪卡唱片公司签约歌手。

## 早年
艾达·加里富林娜于1987年出生在喀山的一个鞑靼人家庭。
2007年艾达·加里富林娜考入维也纳音乐与表演艺术大学。两年后在大学上演的莫扎特喜歌剧《女人皆如此》中首次亮相，出演德斯皮娜。

## 2013年至今
2013年夏季世界大学生运动会中，艾达·加里富林娜作为形象大使演唱《白色的鸟》。10月，她被授予鞑靼斯坦共和国荣誉艺术家。

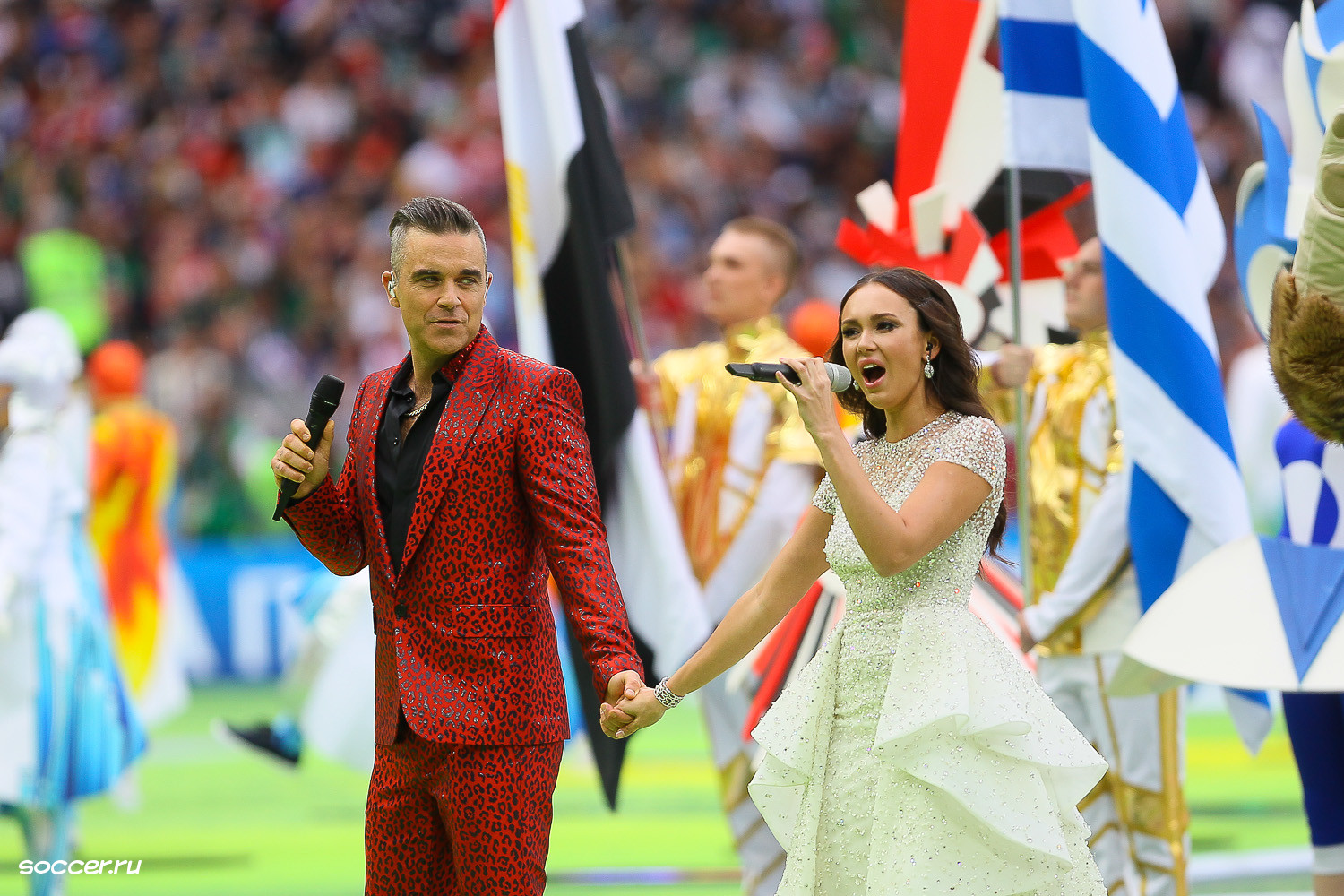
罗比·威廉斯與加里富林娜在2018年国际足联世界杯开幕仪式演唱“天使”

2018年6月14日，艾达·加里富林娜在莫斯科卢日尼基体育场的2018年国际足联世界杯开幕仪式上与罗比·威廉姆斯合唱《Angels》。2019年11月，参加《2019天猫双11狂欢夜》，与中国歌手阿云嘎共同演唱开场曲。

## 電影演出
| 年份 | 片名         | 角色      | 備註 |
| ---- | ------------ | --------- | ---- |
| 2016 | 《走音天后》 | Lily Pons | 客串 |

## 外部連結
- 艾达·加里富林娜在互联网电影资料库（IMDb）上的資料（英文）
- 艾达·加里富林娜在豆瓣上的资料（简体中文）